# 天主教兴安府宗座监牧区
安康教区天主教兴安府宗座监牧区（拉丁文：Apostolica Praefectura Hinganfuensis）是天主教在中国陕西省东南部设立的一个宗座监牧区。
1928年3月28日，聖座从汉中府宗座代牧区分设兴安府宗座监牧区，委托给方济住院兄弟会管理。1948年，教区有信徒3,982人。
现该区称安康教区。

## 教堂
- 安康耶稣圣心主教座堂
- 汉阴县痛苦圣母天主堂
- 汉滨区恒口镇圣若瑟天主堂
- 紫阳县天主堂

## 历任主教
- 兴安府宗座监牧
  - 苏辑伍监牧，方济住院兄弟会 Fr.Giovanni Soggiu, O.F.M. Conv.（1928年-1930年）
  - 司铎巴南初监牧，方济住院兄弟会 Fr.Berardo Barracciu, O.F.M. Conv.（1932年2月26日-1940年）
  - 司铎马冀笃监牧，方济住院兄弟会 Fr.Emilio Favarato, O.F.M. Conv.（1941年-1947年）
  - 司铎白慕理监牧，方济住院兄弟会 Fr.Pietro Maleddu, O.F.M. Conv.（1948年5月7日-1949年）（1983年荣休）

- 安康教区主教
  - 宗座署理李笃安主教 Bishop Antony Li Du-an（1987年-2000年）（西安教区主教，于1987年至2000年署理安康教区）
  - 主教叶荣华 Bishop John Ye Rong-hua(2000年12月10日-2022年8月28日)